# Sladd (trafik)
En sladd är i trafiksammanhang när ett fordon förlorar greppet på ett eller flera hjul eftersom friktionen mot vägen är mindre än den aktuella sidkraften. Oftast sker detta helt oplanerat och okontrollerat, men i vissa fall planerar föraren sladden och gör det för sitt eget nöjes skull. Sladdar förekommer företrädesvis under vintern på halt underlag, men kan även lätt uppkomma när underlaget är löst till exempel på leriga körbanor eller då ett snö- eller slasklager täcker ett fastare underlag. Vid vattenplaning lyfts däcket på ett liknande sätt från underlaget av det vatten som däcksmönstret inte klarar av att leda undan. Vattenplaning kan leda till mycket svårkontrollerbara och farliga sladdar.   